# Jindřiška Smetanová
Jindřiška Smetanová, rozená Jindřiška Macháčková (26. října 1923 Rosice – 24. prosince 2012 Zlosyň) byla česká spisovatelka, scenáristka, autorka televizních inscenací a překladatelka. Jedná se o jednu z postav legendárního rozhlasového pořadu Sedmilháři, kde, kromě jiných, vystupovala např. s humoristou Zdeňkem Jirotkou.

## Život
Narodila se v Rosicích u Brna. V roce 1928 se přestěhovala s rodiči a sestrou do Prahy, později se narodil ještě bratr. Otec, vyučený strojní zámečník, pracoval v Praze jako řidič jednoho z pražských úřadů. Za války byl nasazen jako dělník do vysočanské továrny, kde se vyráběly zbraně. Po počátečních studiích na gymnáziu pokračovala ve studiu na obchodní akademii v Praze na Vinohradech, kde v roce 1942 maturovala. Její budoucí literární dráhu ovlivnil univerzitní profesor Karel Krejčí, který po uzavření českých vysokých škol působil jako vyučující literatury.
Po maturitě pak pracovala jako úřednice v Archeologickém ústavu, na Ministerstvu kultury a osvěty a na Ministerstvu informací. V letech 1943–1944 se zapojila do činnosti v loutkoherecké amatérské skupině, kterou vedl Jan Malík, přítel Josefa Skupy. Silné zaujetí pro obor přetrvalo až do poválečných let, kdy je formou osvětové činnosti prezentovala jako zaměstnankyně Ministerstva kultury. Při vystoupení skupiny v pražském Mánesu se seznámila s příštím manželem, architektem Pavlem Smetanou. Po sňatku se odstěhovala do jeho bytu na Malé Straně, na břehu Čertovky. Malá Strana, stejně jako Říčky v Orlických horách, které byly po válce oblíbeným místem pobytu a setkávání bývalých členů Devětsilu a Mánesa, se staly místy celoživotní inspirace. Zde vytěžila náměty pro svá literární díla. Smetanovi si později v Říčkách pořídili chalupu a Jindřiška Smetanová se stala kronikářkou obce. Mezi lety 1949–1954 se narodily tři děti.
V letech 1956–1957 začaly vycházet první fejetony, črty a povídky v časopisu Květen a v Literárních novinách. Od roku 1960 působila coby scenáristka, dramatička a dramaturgyně. Pracovala nejprve u Československého státního filmu a posléze i v Československé televizi. 60. léta byla nejplodnějším literárním obdobím Jindřišky Smetanové. V té době vznikl také úspěšný rozhlasový cyklus Sedmilháři, který režírovala rozhlasová režisérka Dita Skálová. Cyklu se účastnili s Jindřiškou Smetanovou Zdeněk Jirotka, Jaroslav Otčenášek, František Vlček, Vladimír Kalina a Ivan Osvald. Úspěch vyplýval se šťastné konstelace různých vyprávěčských žánrů. Cyklus byl následně vydán knižně, na gramodesce, i v částečném výběru v televizi v režii B. Zemana. V 60. letech se zapojila do činnosti Svazu spisovatelů, kde byla členkou výboru, a který v letech 1968/69 vedl básník Jaroslav Seifert. V roce 1968 podepsala výzvu 2000 slov.
Její rozvíjející se spisovatelská dráha byla násilně přerušena v 70. letech. V období normalizace byla politicky perzekvována a nesměla pracovat v médiích a nemohla ani publikovat. Pracovala v různých pomocných a dělnických profesích – jako sezonní dělnice v zahradnictví na Petříně, jako šatnářka, po přestěhování do Košíř jako pomocná dělnice na stavbě. Košíře se staly dalším prostředím, které měly vliv na její tvorbu.
Po svém odchodu do důchodu v roce 1977 pracovala také jako překladatelka, překládala z polštiny a angličtiny. Kvůli perzekuci komunistického režimu publikovala překlady pod cizími jmény: Zdenka Koutenská, Anna Nováková, Eva Králová a Eva Jelínková a rovněž pod svým dívčím jménem. Z ruštiny převyprávěla knihu autorky Galiny Děmykinové Proč mě nikdo nemá rád. Na konci 80 let jí byla nabídnuta spolupráce s časopisem Domov. Vzniklo 12 causerií, které ilustroval Vladimír Renčín.
Po roce 1989 doplnila knihy dříve vydaných povídek o dosud nepublikované texty, zpracovala záznamy svého strýce Antonína Schenka, který pracoval jako osobní tajemník prezidenta Masaryka. Poslední knížkou byly Pohádky z Kampy, jejichž základem byly rozhlasové pohádky ze 70. let. S přibývajícím věkem a nemocemi bohužel sešlo z jejího přání napsat knihu svého života, ve které chtěla shrnout zejména impulzy, které původně použila v rozhlasových Sedmilhářích. V tomto smyslu se vyjádřila i v dovětku k vydání Sedmilhářů v roce 1994.

## Dílo

#### Povídky, novely, román
- 1959 Koncert pod platanem – soubor povídek
- 1963 Růžové šaty ve vojenské torně – novela
- 1965 Někdo přijde a nenechá mě zemřít – román
- 1966 Ustláno na růžích – povídky
- 1969 Sedmilháři – sborník rozhlasových relací
- 1970 Pozor, vyletí ptáček – cenzurovaný soubor fejetonů
- 1971 Ustláno na růžích a pod nebesy – povídky a úvahy
- 1990 Domovní důvěrnosti – povídky
- 1993 Pozor, vyletí ptáček – nekrácené a rozšířené vydání fejetonů
- 2007 Pohádky z Kampy – poetické pohádky

#### Scénáře, TV hry a další
- 1963/64 Konec velké epochy – TV hra – oceněná cenou Trilobit
- 1965 Kruh, Neschovávejte se, když prší – scénáře pro Čs. státní film
- 1965–1970 Konec velké epochy, Karel a Anna, Žaluji, Trezor – TV hry
- 1996 TGM: „Proč se neřekne pravda?“ – zpracování zápisků Antonína Schenka, osobního tajemníka prezidenta T. G. Masaryka

Ve své povídkové prvotině Koncert pod platanem se přihlásila ke směrování, které razil časopis Květen, který vycházel v letech 1955–1959. Časopis byl původně založen jako místo pro publikaci začínajících autorů. Prosazoval ideu oproštění od dosavadních strnulých a abstraktních ideologických schémat a soustředění na otázky běžného života, což se projevilo i v určité liberalizaci pohledu na literaturu a kulturní prostředí.
V souboru Koncert pod platanem čerpala ze dvou inspiračních zdrojů, které se prakticky promítaly do celé její literární tvorby. Prvním zdrojem bylo její přestěhování na pražskou Malou stranu, kde ještě zastihla konec starého světa, který měl své kořeny ještě za Rakousko-uherské monarchie, který se nevyhnutně dostával do rozporu s novou, poválečnou realitou, v níž ještě doznívaly i dozvuky nedávno skončené světové války. Podle jedné z povídek, Umřel nám pan Foerster natočil režisér Jiří Menzel svůj absolventský film s Bohušem Záhorským v hlavní roli.
V jiné rovině vnímala rozpory, které vznikly těsně po válce v českém pohraničí, kdy po odsunu Němců byly tyto oblasti dosídleny novými obyvateli nejrůznějšího původu i sociálního složení. Kromě několika povídek z cyklu Koncert pod platanem tento motiv Smetanová dále rozvíjí v románu Někdo přijde a nenechá mě zemřít. Jeden z nových obyvatel, správce státního statku, přišel z uvědomělosti, druhý, mladý učitel, aby utekl před svými citovými a morálními problémy, nemocný poštmistr ze zdravotních důvodů a umírající operní zpěvačku sem přivedla touha po klidném dožití jejího života. Osudové dráhy těchto lidí se vzájemně proplétají, často se potýkají, všichni však ve chvílích opuštěnosti touží mít schopnost vzájemně se pochopit a najít jeden druhého.
V novele Růžové šaty ve vojenské torně zachytila průběh generačního rozporu mezi mladými milenci Štěpánem a Karolínou, kteří čekají dítě, které si musí vyvzdorovat na rodičích, kteří sledují vlastní sobecké zájmy.
Svou nejvlastnější literární polohu nalezla Smetanová po polovině 60. let. V knížce Ustláno na nebesích (doplněné vydání: Ustláno na růžích a pod nebesy) laskavým a úsměvným vyprávěním jako zúčastněná vypravěčka zachytila osudy různých obyvatel i poezii života Malé strany, této tradiční pražské čtvrti. Často bývá tato kniha srovnávána s Povídkami malostranskými a dalšími novelami Jana Nerudy a Jakuba Arbese. Nepochybně lze spatřovat i určitou afinitu s Babičkou Boženy Němcové. K prostředí Kampy se vrátila ve své poslední knížce pro děti Pohádky z Kampy, kde zpracovala své rozhlasové večerníčky z roku 1973
V další povídkové knize Pozor, vyletí ptáček poodhalila jedno z tajemství své literární kuchyně. „Po večeři teta...rozhoupala smetákem lampu a řekla: ‚Pojď budeme si povídat.‘ Mělo to svůj hluboký smysl. Znamenalo to že není třeba se přesně držet skutečnosti, že se může nadsadit a také přehánět, když to věci prospěje.“
Soubor povídek Domovní důvěrnosti vyšel v roce 1990. Jeho základem byly povídky dříve publikované v časopisu Domov. Ilustrátorem byl i zde Vladimír Renčín. Těžištěm souboru byla chalupa, kterou si Smetanovi pořídili v roce 1957 a pospolitost lidí v podhůří Orlických hor.
Strýcem Jindřišky Smetanové byl Antonín Schenk, v letech 1928 až 1937 osobní tajemník prezidenta T. G. Masaryka. V 90. letech Smetanová zpracovala strýcovu pozůstalost, která se nacházela u její sestry Zdenky Slavíkové. V knize TGM: „Proč se neřekne pravda?“ najdeme črty ze života prezidenta Masaryka, včetně skutečností a úvah, které do té doby nebyly publikovány.

## Galerie

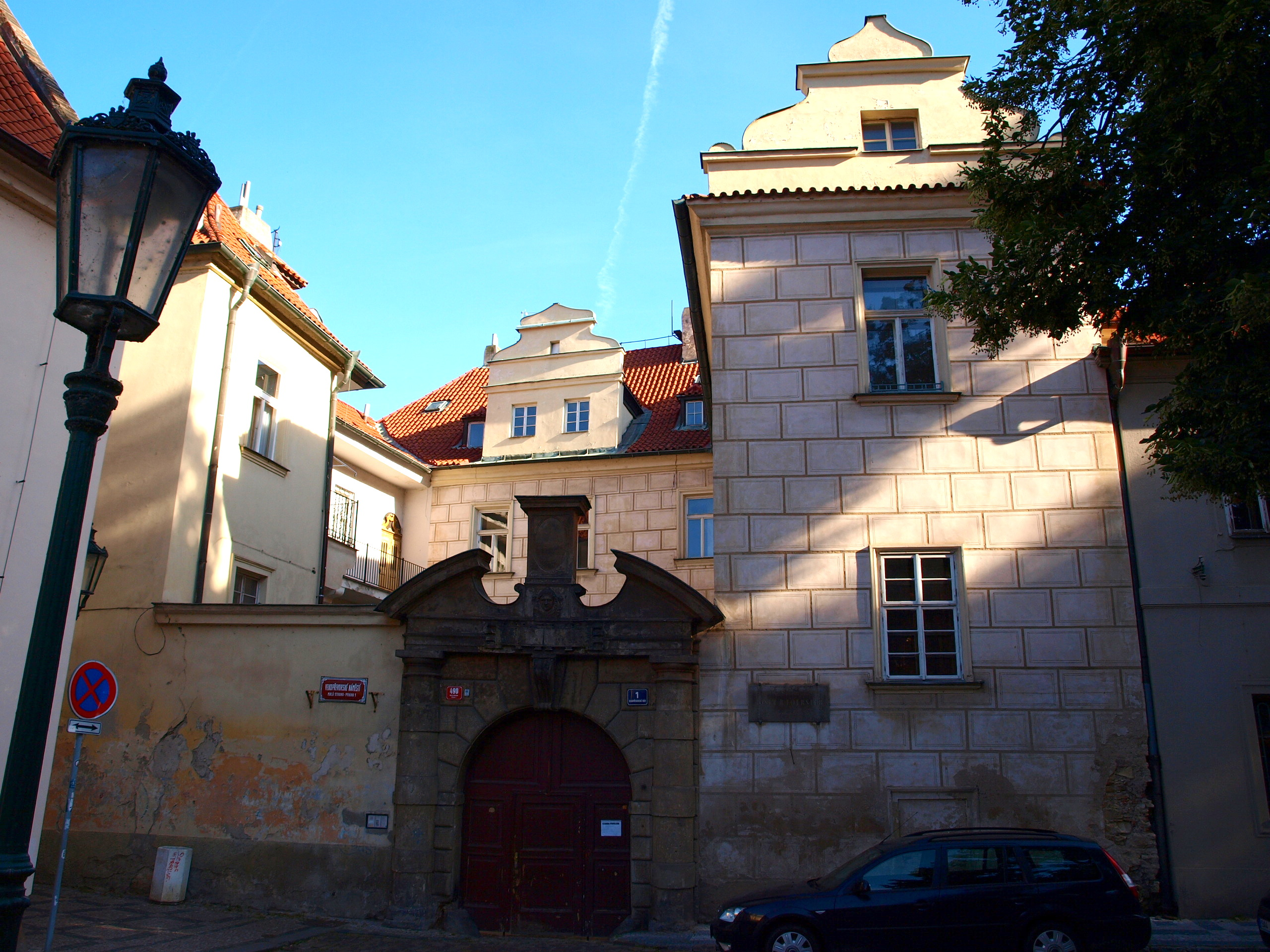
Palác Metychů z Čečova na Velkopřevorském náměstí
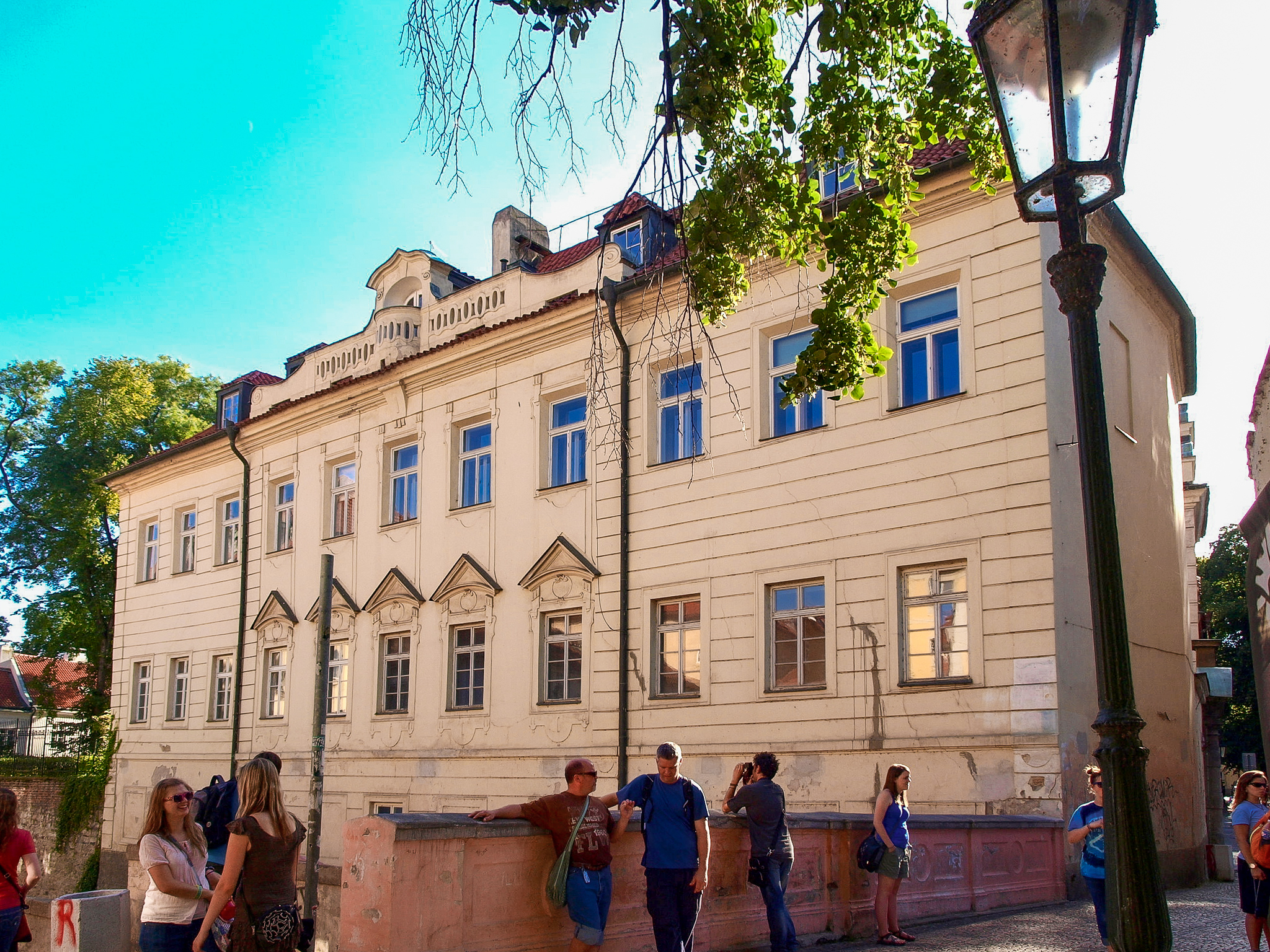
Palác Metychů z Čečova, pohled z mostu přes Čertovku
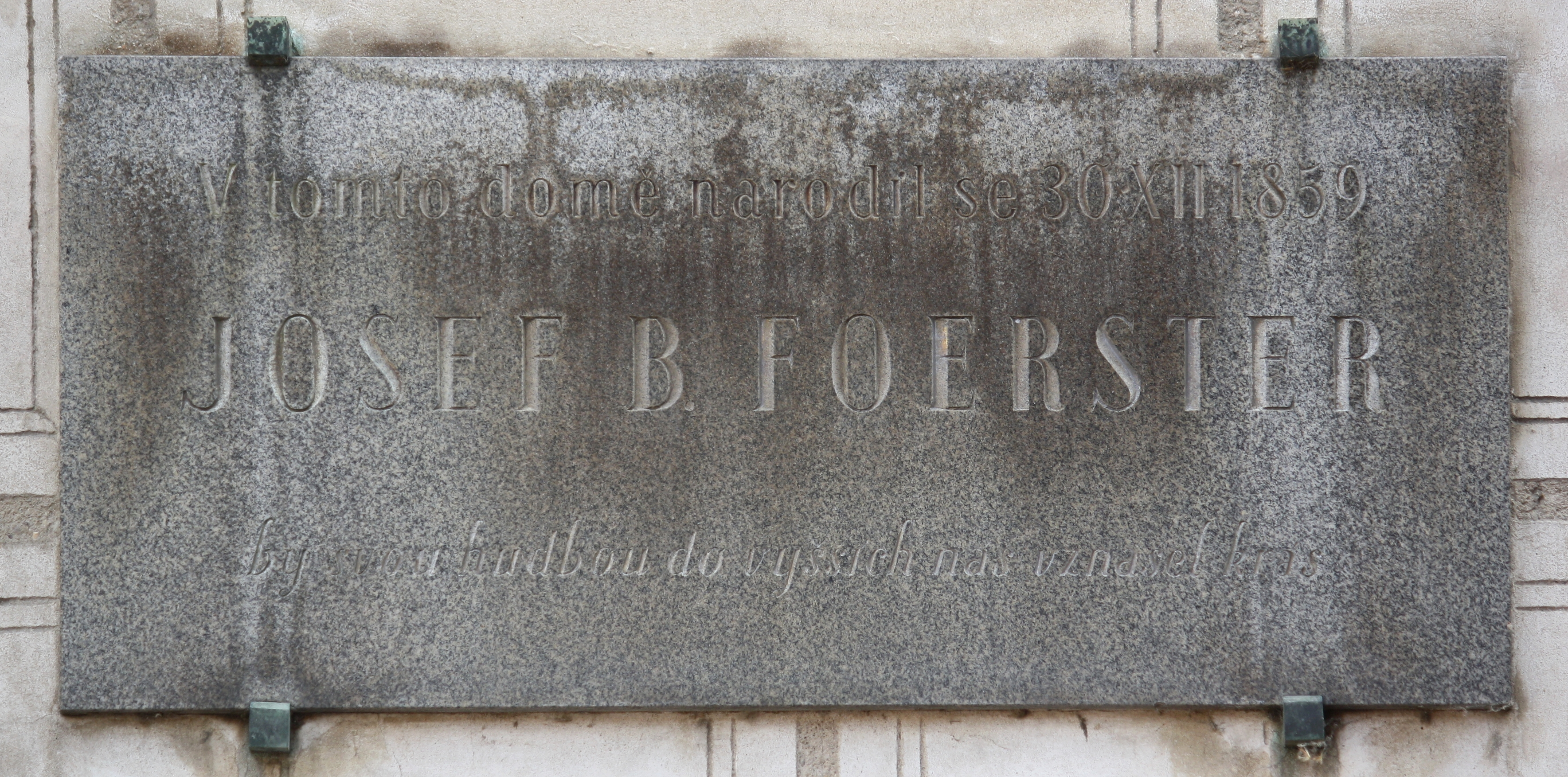
Pamětní deska J.B. Foerstera
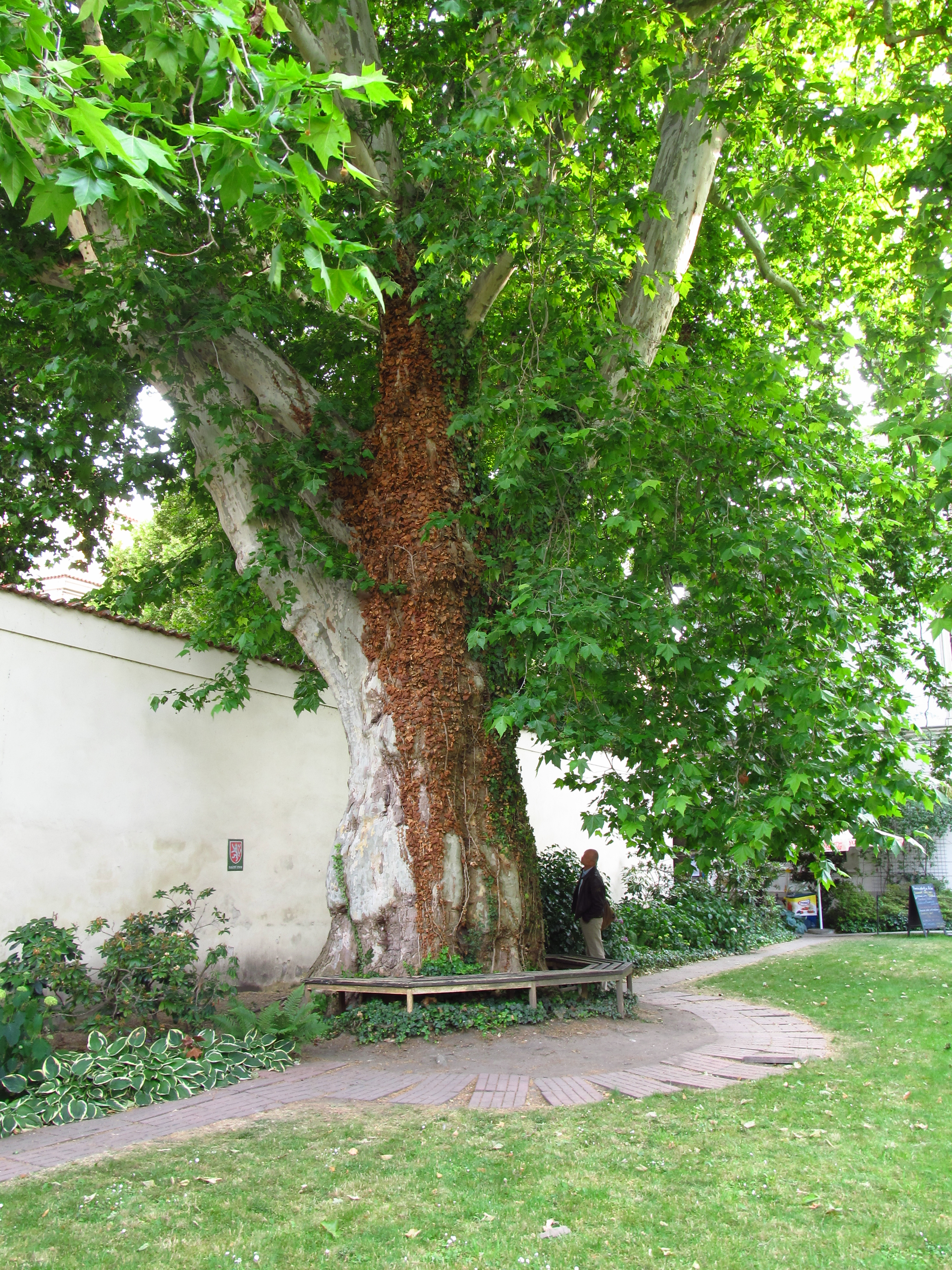
Platan javorolistý, Velkopřevorské náměstí
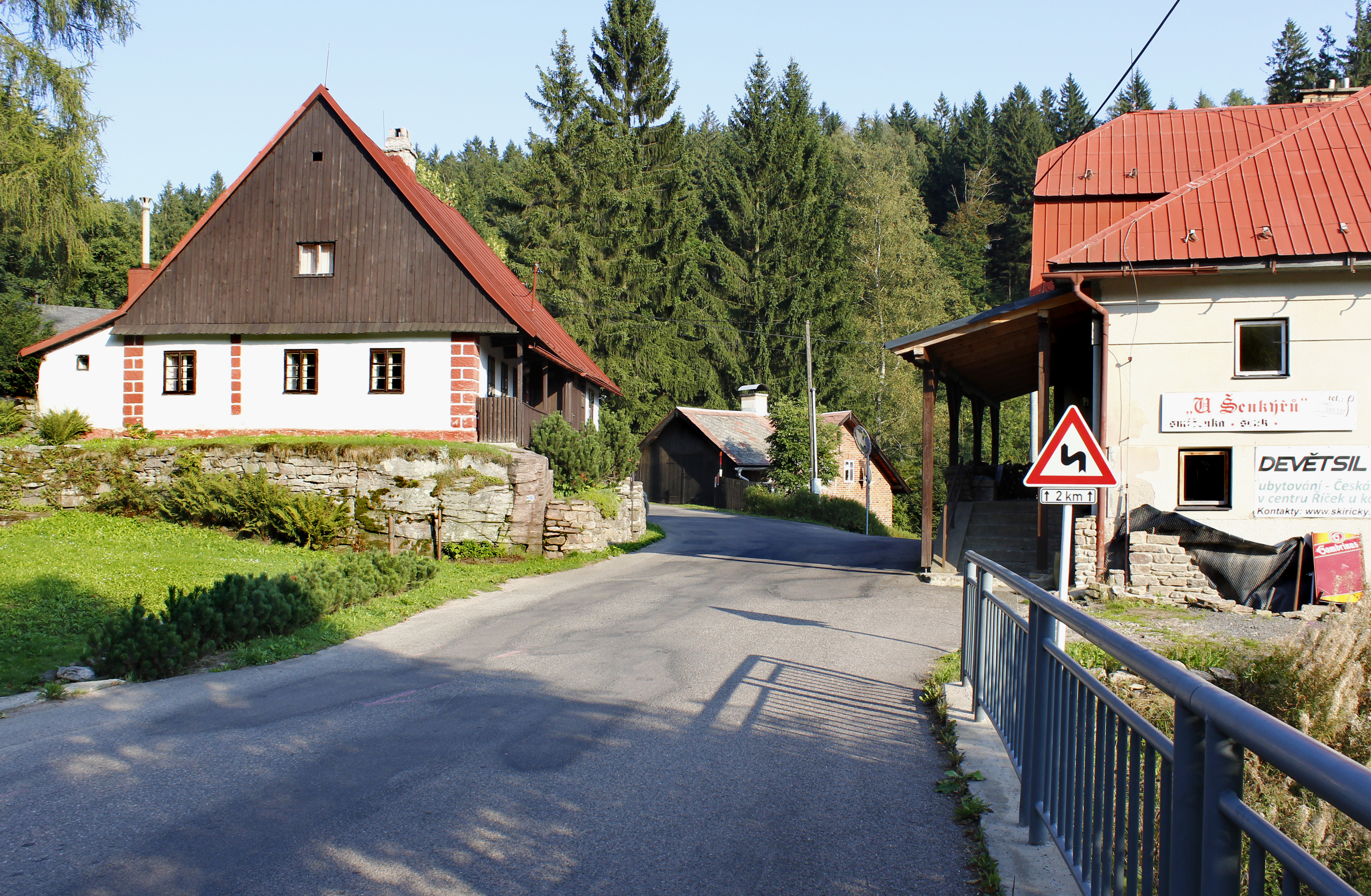
Říčky v Orlických horách, příjezd do obce
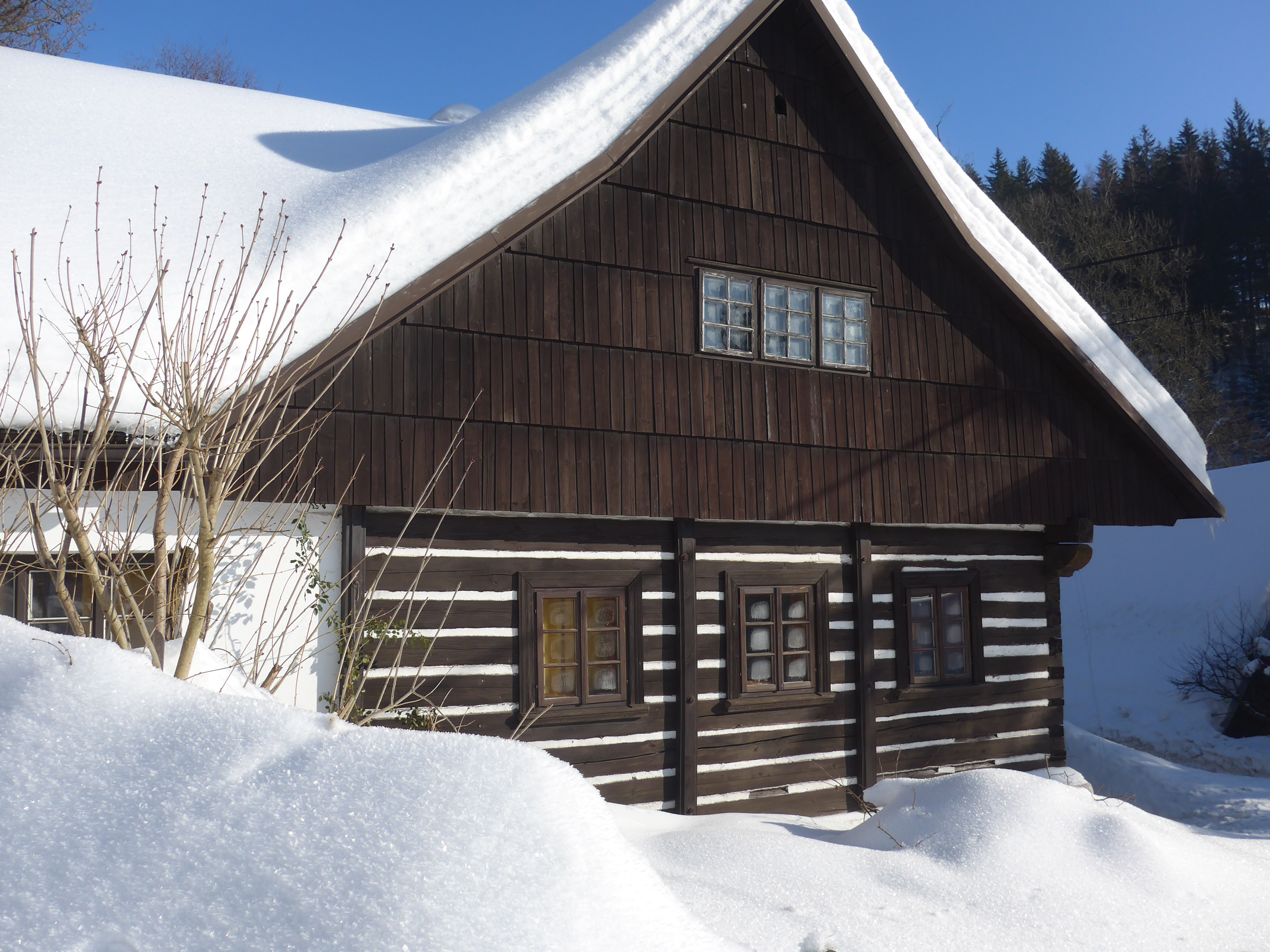
Říčky v Orlických horách – chalupa, kde žila Jindřiška Smetanová